# Labicum

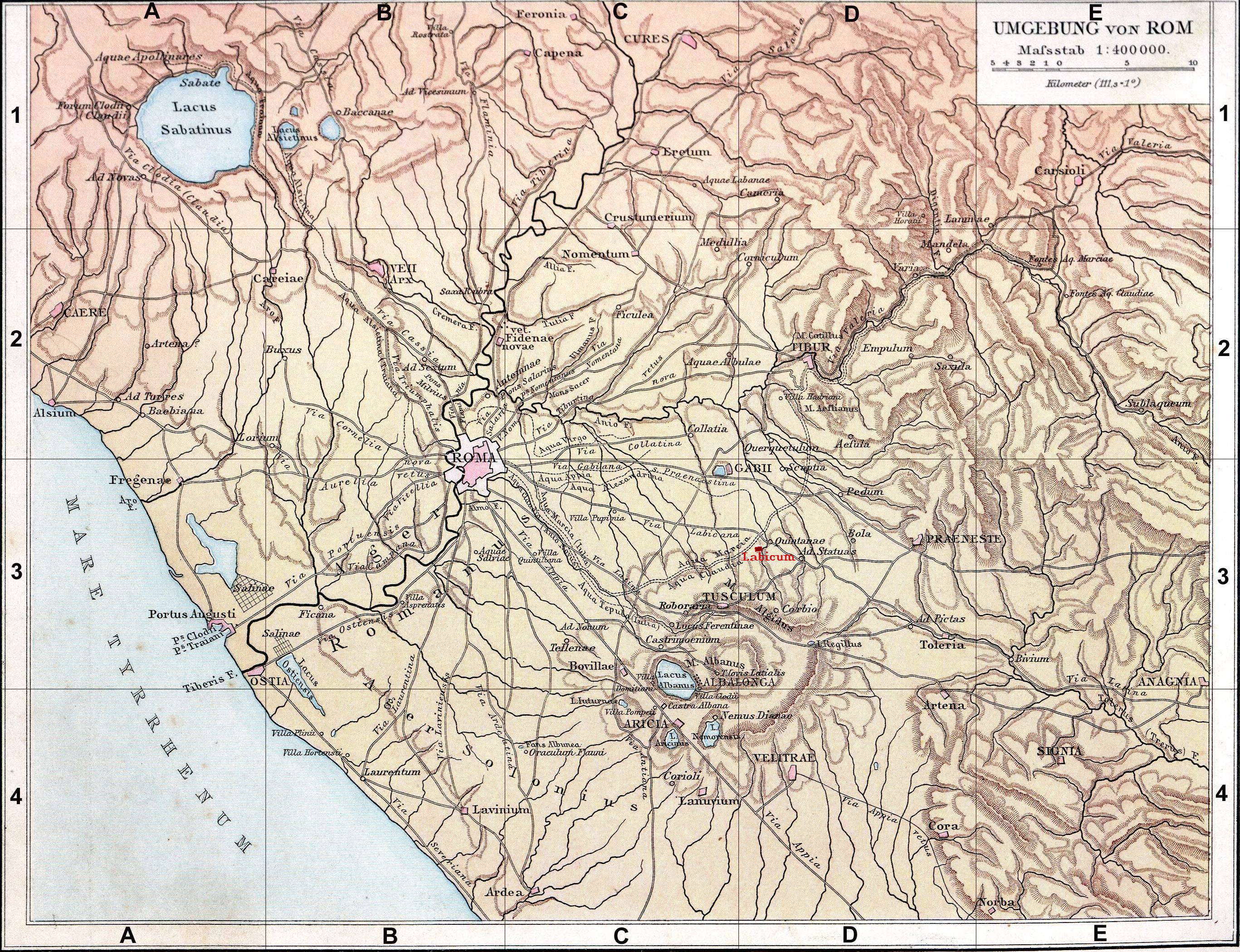
Mapa de la ciudad en el año 1886.

Labicum o Labici (en latín, Lăbīcī o Lăbīcum) fue una de las más antiguas ciudades del Latium, situada en el territorio del actual Monte Compatri, en el Valle del Sacco, unos 20 km al SE de Roma, en la vertiente norte de los Montes Albanos. Sin embargo, se desconoce su exacta localización. 

## Origen
Según una leyenda, la ciudad de Labicum fue fundada por  Glauco, hijo del rey Minos de Creta. La tradición, sin embargo, la consideraba colonia albana. Virgilio menciona a los labici, como guerreros que llevaban "escudos pintados", entre los pueblos aliados de Turno contra Eneas.

## Historia
Era una de las treinta ciudades de la Liga Latina, a principios del siglo V a. C., opuestas a Roma, aunque en 493 a. C. firmó el foedus Cassianum, una "alianza equitativa" entre las ciudades que lo habían suscrito. 
Labicum se rebeló, aliándose con los ecuos y los volscos en el 419 a. C., fue tomada y arrasada por los romanos al mando del dictador Quinto Servilio Prisco Fidenas en el 418 a. C.. Su territorio (Ager Labicanus) fue probablemente incorporado al territorio romano. Sus habitantes fueron en parte deportados a Roma  y otros, transferidos a otra localidad del valle llamada ad Quintanas dove, según Livio.
A partir de aquí no vuelve a aparecer en la historia y en la época de Cicerón y Estrabón estaba casi desierta si no totalmente destruida. Su lugar fue ocupado por la respublica Lavicanorum Quintanensium, establecida en la parte baja de la Vía Labicana, un poco al SO de la actual localidad de Colonna, sitio donde se han hallado varias inscripciones y por donde discurre la propia calzada.